# Kvalspelet till europamästerskapet i volleyboll för damer 2003
Kvalspelet till europamästerskapet i volleyboll för damer 2003 spelades 31 maj 2002 till 28 juni 2003. I kvalet deltog 25 landslag från CEV:s medlemsförbund, varav åtta kvalificerade sig för mästerskapet. Kvalet genomfördes i två kategorier, där bara lagen in den främsta kategorin (kategori A) hade möjlighet att kvalificera sig för mästerskapet. Vinnarna av respektive grupp i kategori B kvalificerade sig för deltagande i kategori A i nästa EM-kval. I bägge kategorierna var lagen uppdelade i tre grupper om fyra (eller i ett fall fem) lag. I grupperna mötte alla lag alla andra lag i samma grupp två gånger, antingen både hemma och borta (om inget annat är angivet) eller på två spelplatser.
 Värdlandet (Turkiet) och de tre främsta lagen vid EM 2001 (Ryssland, Italien och Bulgarien) var direktkvalificerade till EM och behövde inte kvala.

## Kategori A[3]

### Grupp 1
| Pos. | Landslag | Matcher | Matcher | Matcher | Set | Set | Bollpoäng | Bollpoäng | +/− | Poäng |
| Pos. | Landslag | S       | V       | F       | V   | F   | V         | F         | +/− | Poäng |
| ---- | -------- | ------- | ------- | ------- | --- | --- | --------- | --------- | --- | ----- |
| 1.   | Ukraina  | 6       | 6       | 0       | 18  | 5   | 539       | 447       | +92 | 12    |
| 2.   | Rumänien | 6       | 3       | 3       | 13  | 10  | 497       | 505       | −8  | 9     |
| 3.   | Tjeckien | 6       | 3       | 3       | 11  | 12  | 503       | 497       | +6  | 9     |
| 4.   | Ungern   | 6       | 0       | 6       | 3   | 18  | 416       | 506       | −90 | 6     |

### Grupp 2
Spelplats: Frankrike samt Belgrad, Serbien och Montenegro
| Pos. | Landslag               | Matcher | Matcher | Matcher | Set | Set | Bollpoäng | Bollpoäng | +/− | Poäng |
| Pos. | Landslag               | S       | V       | F       | V   | F   | V         | F         | +/− | Poäng |
| ---- | ---------------------- | ------- | ------- | ------- | --- | --- | --------- | --------- | --- | ----- |
| 1.   | Serbien och Montenegro | 6       | 5       | 1       | 15  | 8   | 505       | 460       | +45 | 11    |
| 2.   | Nederländerna          | 6       | 4       | 2       | 15  | 7   | 505       | 432       | +73 | 10    |
| 3.   | Grekland               | 6       | 2       | 4       | 8   | 16  | 487       | 534       | −47 | 8     |
| 4.   | Frankrike              | 6       | 1       | 5       | 8   | 15  | 457       | 528       | −71 | 7     |

### Grupp 3
| Pos. | Landslag  | Matcher | Matcher | Matcher | Set | Set | Bollpoäng | Bollpoäng | +/− | Poäng |
| Pos. | Landslag  | S       | V       | F       | V   | F   | V         | F         | +/− | Poäng |
| ---- | --------- | ------- | ------- | ------- | --- | --- | --------- | --------- | --- | ----- |
| 1.   | Polen     | 6       | 5       | 1       | 17  | 5   | 522       | 462       | +60 | 11    |
| 2.   | Tyskland  | 6       | 4       | 2       | 13  | 6   | 446       | 382       | +64 | 10    |
| 3.   | Slovakien | 6       | 3       | 3       | 10  | 13  | 473       | 501       | −28 | 9     |
| 4.   | Kroatien  | 6       | 0       | 6       | 2   | 18  | 396       | 492       | −96 | 6     |

## Kategori B[4]

### Grupp 1
Spelplatser:Riga, Litauen och Baku, Azerbajdzjan
| Pos. | Landslag     | Matcher | Matcher | Matcher | Set | Set | Bollpoäng | Bollpoäng | +/−  | Poäng |
| Pos. | Landslag     | S       | V       | F       | V   | F   | V         | F         | +/−  | Poäng |
| ---- | ------------ | ------- | ------- | ------- | --- | --- | --------- | --------- | ---- | ----- |
| 1.   | Azerbajdzjan | 6       | 6       | 0       | 18  | 3   | 498       | 366       | +132 | 12    |
| 2.   | Lettland     | 6       | 3       | 3       | 11  | 12  | 470       | 499       | −29  | 9     |
| 3.   | Finland      | 6       | 2       | 4       | 11  | 13  | 502       | 522       | −20  | 8     |
| 4.   | Portugal     | 6       | 1       | 5       | 5   | 17  | 437       | 520       | −83  | 7     |

### Grupp 2
Spelplats: Belgien och Baranavitjy, Belarus
| Pos. | Landslag | Matcher | Matcher | Matcher | Set | Set | Bollpoäng | Bollpoäng | +/−  | Poäng |
| Pos. | Landslag | S       | V       | F       | V   | F   | V         | F         | +/−  | Poäng |
| ---- | -------- | ------- | ------- | ------- | --- | --- | --------- | --------- | ---- | ----- |
| 1.   | Belgien  | 6       | 5       | 1       | 16  | 3   | 453       | 305       | +148 | 11    |
| 2.   | Belarus  | 6       | 5       | 1       | 15  | 4   | 455       | 326       | +129 | 11    |
| 3.   | Danmark  | 6       | 2       | 4       | 6   | 12  | 322       | 406       | −84  | 8     |
| 4.   | Schweiz  | 6       | 0       | 6       | 0   | 18  | 258       | 451       | −193 | 6     |

### Grupp 3
| Pos. | Landslag  | Matcher | Matcher | Matcher | Set | Set | Bollpoäng | Bollpoäng | +/−  | Poäng |
| Pos. | Landslag  | S       | V       | F       | V   | F   | V         | F         | +/−  | Poäng |
| ---- | --------- | ------- | ------- | ------- | --- | --- | --------- | --------- | ---- | ----- |
| 1.   | Spanien   | 8       | 8       | 0       | 24  | 1   | 626       | 402       | +224 | 7     |
| 2.   | Slovenien | 8       | 5       | 3       | 16  | 11  | 603       | 548       | +55  | 7     |
| 3.   | Israel    | 8       | 4       | 4       | 12  | 14  | 537       | 564       | −27  | 4     |
| 4.   | Sverige   | 8       | 3       | 5       | 13  | 15  | 585       | 589       | −4   | 4     |
| 5.   | Österrike | 8       | 0       | 8       | 0   | 24  | 353       | 601       | −248 | 4     |